# Woluwe-Saint-Pierre

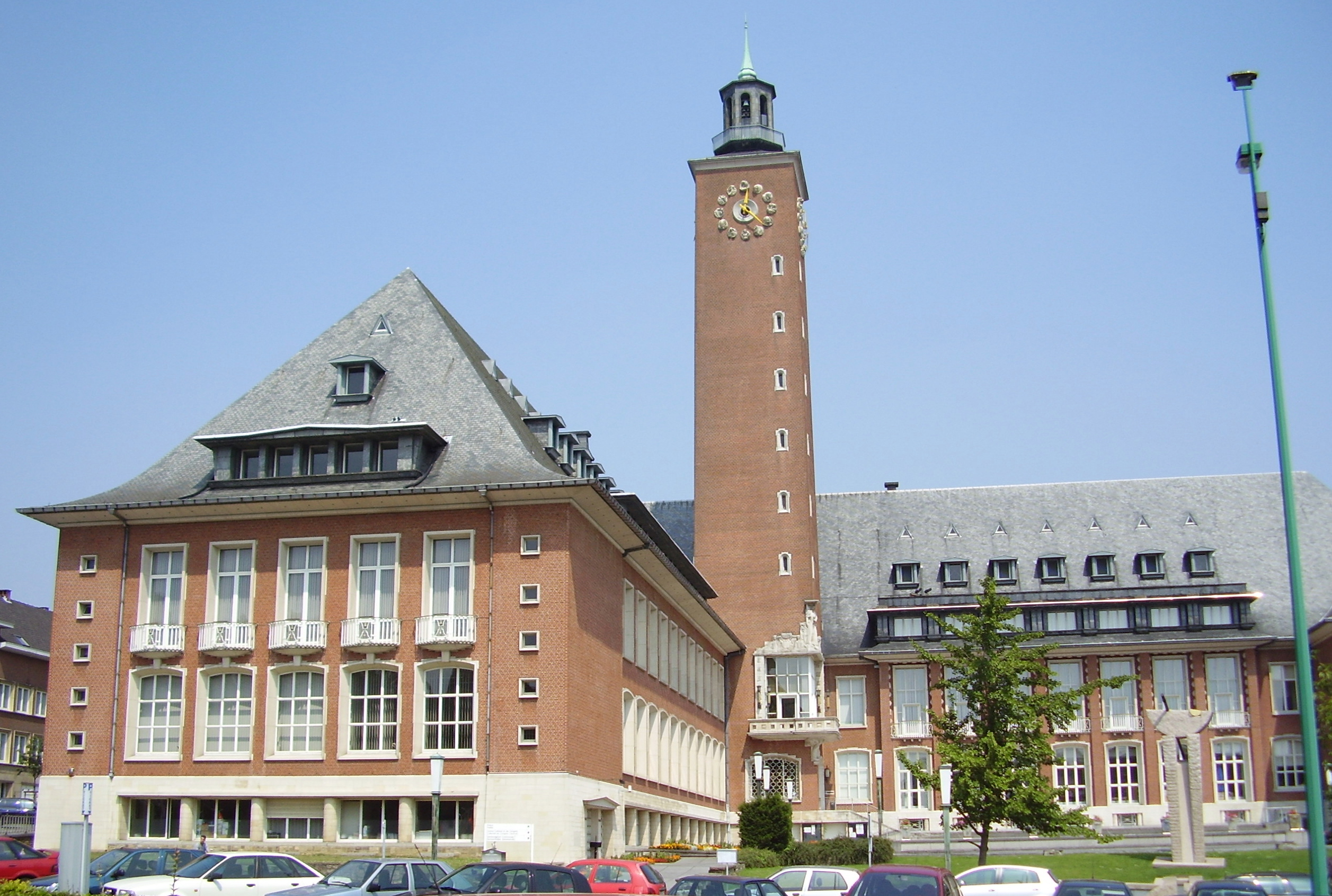
Casa consistorial

Sint-Pieters-Woluwe (en neerlandès) o Woluwe-Saint-Piere (en francès) és una de les 19 comunes de la Regió de Brussel·les-Capital. Té uns 38.000 habitants el 2005. La superfície és de 8,9 km².

## Autoritats comunals
La comuna compta amb 33 consellers comunals i 8 regidors.
El burgmestre és Jacques Vandenhaute.

## Geografia
Limita amb les comunes brussel·leses d'Etterbeek, Auderghem i Woluwe-Saint-Lambert.
També limita amb les comunes de Kraainem, una de les que disposa legalment de facilitat lingüística a Flandes.